# Tauno Marttinen
Tauno Marttinen (født 27. September 1912 i Helsinki, død 18. juli 2008 i Janakkala, Finland) var en finsk komponist, dirigent, professor og kritiker.
Marttinen studerede komposition og direktion på Viipuri Musikinstitut og Musikkonservatoriet i Helsinki. Han blev også undervist privat i komposition af Selim Palmgren. Marttinen har skrevet 10 symfonier, orkesterværker, kammermusik, operaer, koncertmusik, balletmusik, klaver stykker etc. Han var musikkritiker og dirigent for Hämeenlinna Byorkester.

## Udvalgte værker
- Symfoni nr. 1 (1958) - for orkester
- Symfoni nr. 2 (1959) - for orkester
- Symfoni nr. 3 (1960–1962) - for orkester
- Symfoni nr. 4 (1964) - for orkester
- Symfoni nr. 5 "Præsten" (1967-1972) - for orkester
- Symfoni nr. 6 (1974-1975) - for orkester
- Symfoni nr. 7 (1977) - for orkester
- Symfoni nr. 8 (1983) - for orkester
- Symfoni nr. 9 (1986-1988) - for orkester
- Symfoni nr. 10 "Polar nat" (1998) - for orkester
- 4 Klaverkoncerter (1964-1984) - for klaver og orkester
- Violinkoncert (1962) - for violin og orkester
- "Rembrandt" koncert (1962) - for cello og orkester